# District de Liwan
Le district de Liwan (荔湾区 ; pinyin : Lìwān Qū) est situé dans le centre historique de la ville sous-provinciale de Canton.